# جين هيب
جين هيب (بالإنجليزية: Jane Heap)‏ هي صحفية أمريكية، ولدت في نوفمبر 1883 في توبيكا في الولايات المتحدة، وتوفيت في 18 يونيو 1964 بسبب السكري.